# Redemptoris Missio
Redemptoris Missio (с лат. — «Миссия Искупления») — энциклика Иоанна Павла II о неизменной актуальности миссионерского послания. Вышла 7 декабря 1990 года.

## Структура
Энциклика состоит из восьми глав, введения и заключения.
- Введение.
- Глава I. Иисус Христос, Единственный Спаситель
- Глава II. Царство Божие
- Глава III. Дух Святой: главное действующее начало миссии
- Глава IV. Необъятные горизонты миссии ad gentes
- Глава V. Пути миссии
- Глава VI. Ответственные лица и исполнители миссионерского пастырства
- Глава VII. Сотрудничество в осуществлении миссионерской деятельности
- Глава VIII. Миссионерская духовность
- Заключение

## Содержание
Выход энциклики был приурочен к 25-летию декрета Второго Ватиканского собора Ad Gentes, посвящённого миссионерскому служению Церкви.
Энциклика подчёркивает неизменную важность и актуальность миссионерской деятельности для Католической церкви. В энциклике рассматриваются современные проблемы церковной миссии и евангелизации, особенно народов развивающихся стран и тех из них, которые в истории всегда стояли вдали от христианской традиции.
В первых же строках энциклики папа подчёркивает исключительную важность миссии среди нехристианских народов, ссылаясь в том числе и на свой собственный опыт, как известно, Иоанн Павел II за период своего понтификата посетил 129 стран, в том числе множество нехристианских.
Миссия Христа Искупителя, вверенная Церкви, все еще весьма далека от завершения. К концу второго тысячелетия от Его пришествия при взгляде на человечество становится ясно, что эта миссия все еще только начинается, и что нам следует приложить все силы для её осуществления. Дух Святой побуждает нас возвещать великие деяния Божьи: «Ибо, если я благовествую, то нечем мне хвалиться, потому что это необходимая обязанность моя, и горе мне, если не благовествую!» (1Кор 9,16). Считаю своим настоятельным долгом от имени всей Церкви повторить это воззвание апостола Павла. С самого начала моего понтификата я решил путешествовать по разным концам земли, чтобы проявить миссионерскую заботу. Непосредственное соприкосновение с народами, не знающими Христа, еще более убедило меня в неотложной необходимости миссионерской деятельности
Одна из главных задач энциклики — напомнить католикам, что каждый христианин имеет миссионерское призвание потому, что Церковь, — по словам Папы, — является миссионерской по самой своей природе.
Папа пишет о трёх различных формах евангелизации: пастырская забота о людях, уже принадлежащих Церкви, и помощь им в углублении веры; «новая евангелизация» тех, кто отпал от христианской веры, или тех, чья принадлежность к христианству только формальна; и, наконец, миссия ad gentes в тех областях, где Евангелие неизвестно или мало распространено.
Иоанн Павел II предлагает три критерия для оценки развития миссии в третьем тысячелетии: географический, демографический и культурный. Успех миссии, таким образом, можно оценивать по расширению христианских территорий, по увеличению численности христиан и по увеличению роли христианского компонента в культуре различных народов.
Энциклика ещё раз останавливается на важном вопросе «привязки к местному культурному контексту» христианской миссии, который папа неоднократно поднимал ранее в своих работах. Иоанн Павел II подчёркивает, что евангелизация обязательно должна учитывать местную культурную специфику, но при этом ни в коем случае не обеднять сущность Евангелия. Любая «привязка к культурному контексту», которая обедняет ясность Евангелия, является не привязкой, а приспособленчеством.
«Redemptoris Missio» также возражает ряду неправильных взглядов на миссионерскую деятельность. Так, отвечая тем, кто утверждает, что христианская евангелизация угрожает гражданскому миру и взаимопониманию между мировыми религиями, папа пишет, что Церковь «ничего не навязывает» и «уважает свободу совести». Тем христианам, которые полагают, что Церковь уже «переросла» проповедь Евангелия и должна сконцентрировать свои усилия на социальной сфере, Иоанн Павел II отвечает, что Церковь перестает быть Церковью, когда она прекращает проповедовать Иисуса Христа.
Энциклика Иоанна Павла о христианской миссии вызвала значительный интерес в миссионерских территориях «третьего мира».